# Sandomierska
Sandomierska – część wsi Pilchów położona w Polsce,  w województwie podkarpackim, w powiecie stalowowolskim, w gminie Zaleszany.
W latach 1975–1998 Sandomierska należała administracyjnie do województwa tarnobrzeskiego.